# 盐场县
盐场县，中国古县名。
五代南汉置，治所在今广西壮族自治区北海市东南咸田处。属常乐州。北宋开宝五年（972年），废入石康县。  